# Specifik ledningsevne
|  | Flytteforslag Denne side er foreslået flyttet til Elektrisk konduktivitet. Klik her for at se flytteforslaget. |

 For alternative betydninger, se Elektrisk ledningsevne.
Specifik konduktivitet, specifik ledningsevne eller elektrisk konduktivitet σ er en egenskab ved elektriske ledere. Konduktivitet er den multiplikative inverse af elektrisk resistivitet.

## Tabel over specifikke konduktiviteter
Tabel over specifikke konduktiviteter for nogle almindelige materialer, sorteret efter specifik konduktivitet:
| Materiale        | Specifik konduktivitet σ (S·m-1) | Temperatur (°C) | Bemærkninger                                                                    |
| ---------------- | -------------------------------- | --------------- | ------------------------------------------------------------------------------- |
| Sølv             | 63,01 × 106                      | 20              |                                                                                 |
| Kobber           | 59,6 × 106                       | 20              |                                                                                 |
| Udglødet kobber  | 58,0 × 106                       | 20              | 100 %IACS eller International Annealed Copper Standard.                         |
| Aluminium        | 37,8 × 106                       | 20              |                                                                                 |
| Havvand          | 5                                |                 |                                                                                 |
| Drikkevand       | 0,0005 til 0,05                  |                 |                                                                                 |
| Deioniseret vand | 5.5 × 10-6                       |                 | Ændres til 1,2 × 10-4 i afgasset vand; se J. Phys. Chem. B 2005, 109, 1231-1238 |